# Republika Radomska

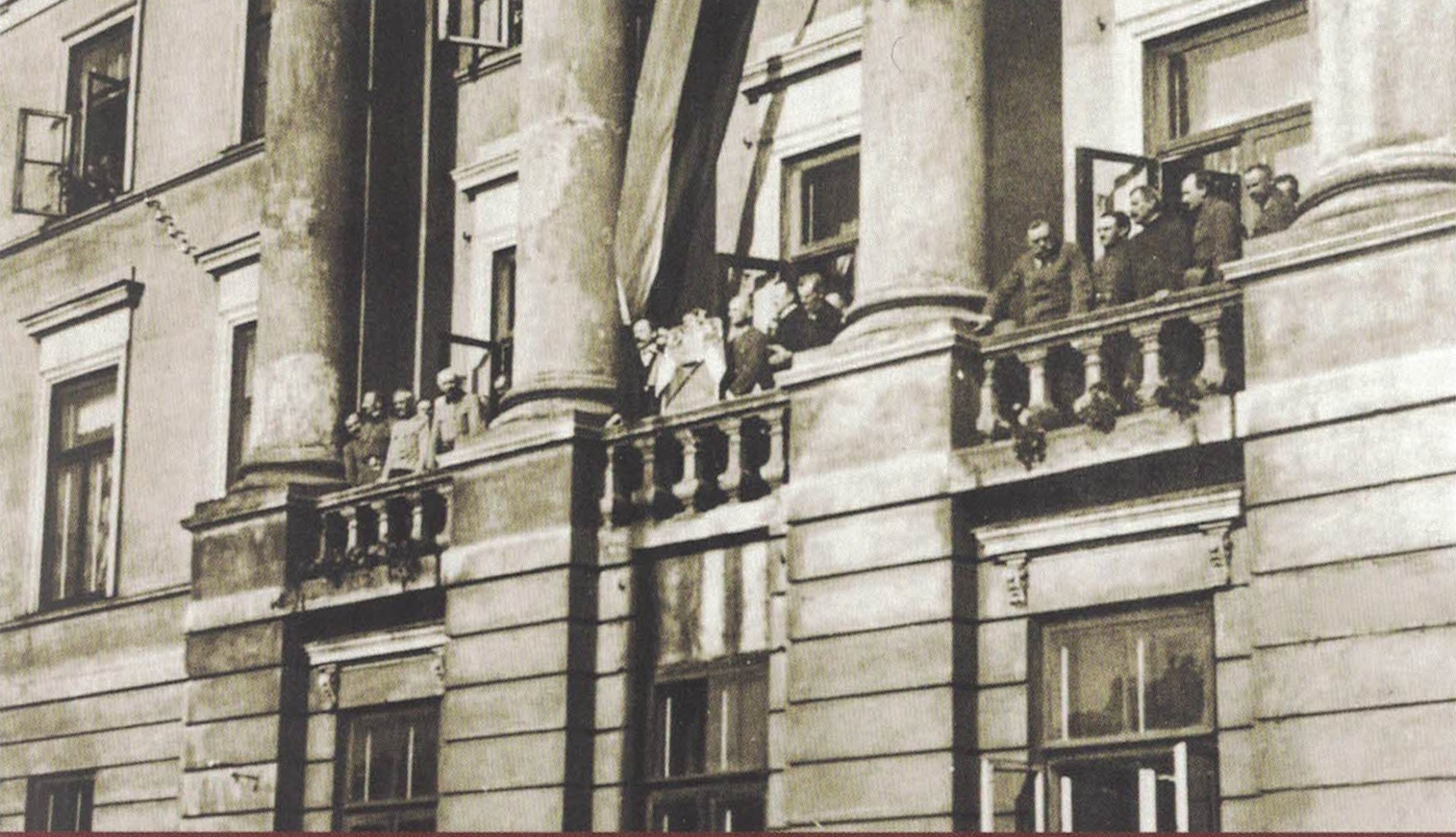
Proklamowanie Republiki Radomskiej z balkonu Pałacu Sandomierskiego (2 listopada 1918 roku)

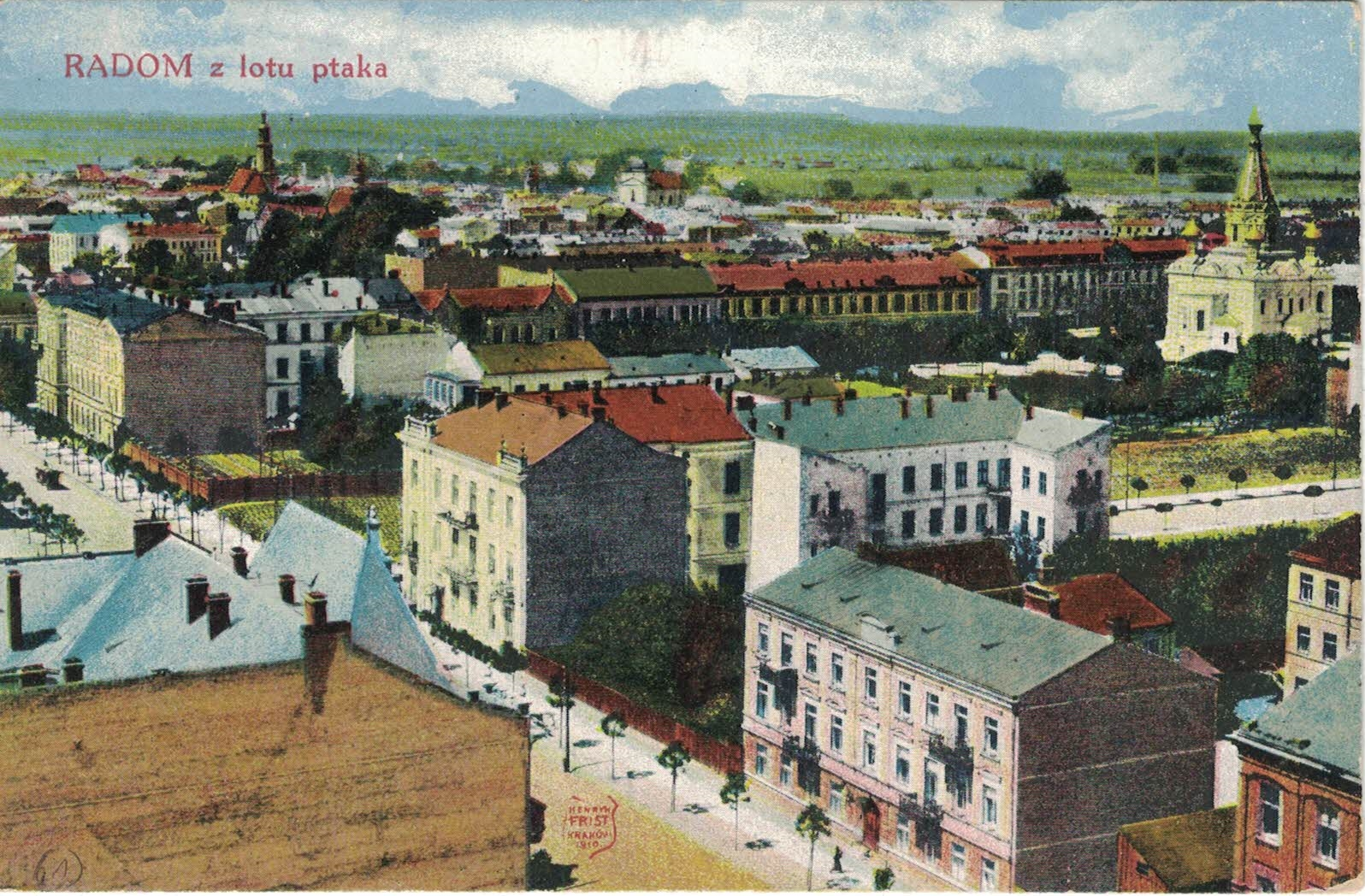
Radom z lotu ptaka w 1917 r.

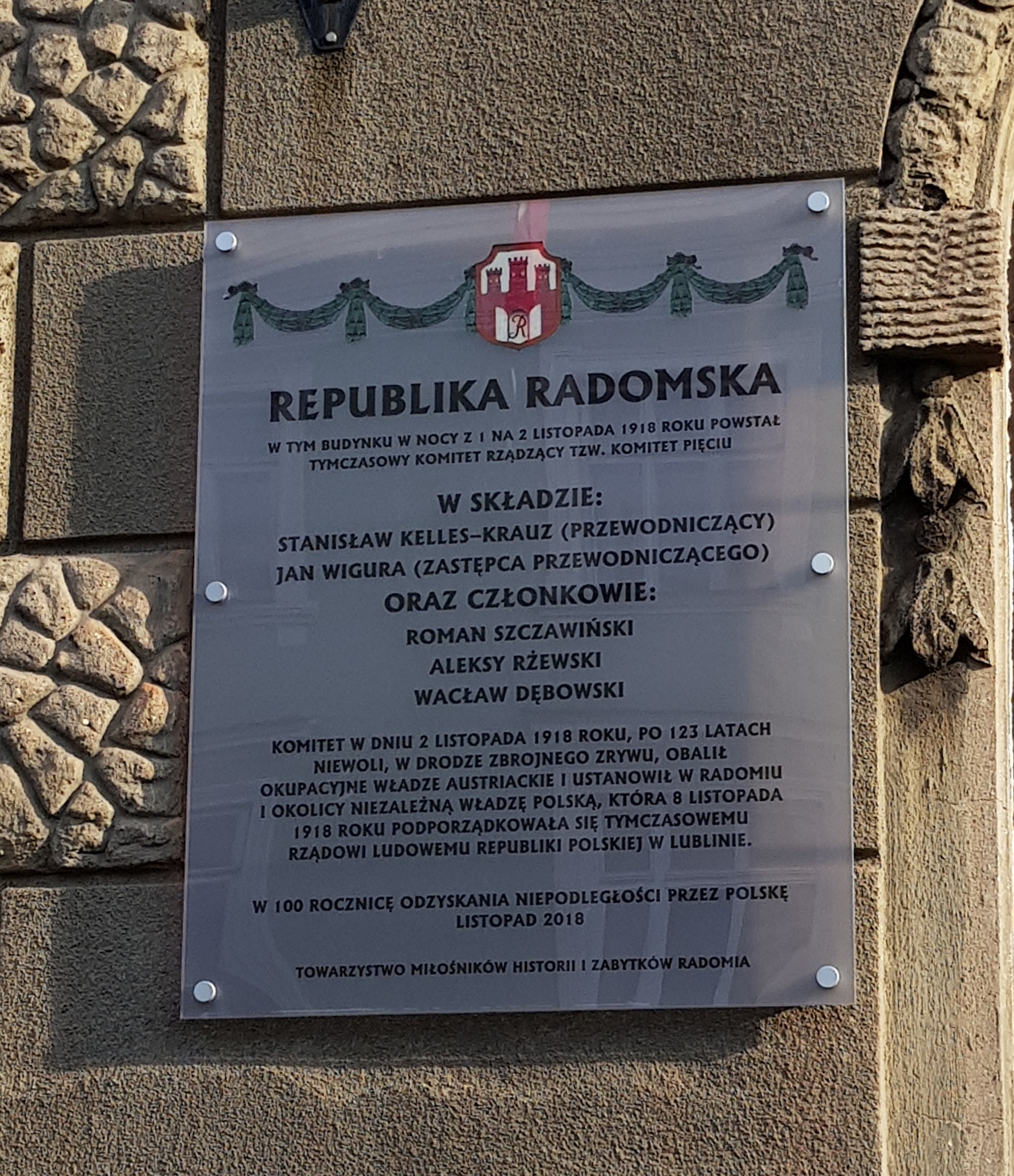
Tablica pamiątkowa

Republika Radomska – nazwa pierwszych w Królestwie Polskim niepodległych struktur władz lokalnych działających w Radomiu od 2 do 9 listopada 1918 r.

## Tło Wydarzeń
Pod koniec I wojny światowej na ziemiach polskich okupowanych przez państwa centralne coraz wyraźniej było czuć nastroje niepodległościowe. Polaków różniło natomiast zdanie co do tego, jak miała odbyć się przejęcie władzy z rąk zaborców. Konserwatyści dążyli do pokojowego przejęcia władzy z rąk okupantów na drodze politycznej rozgrywki. Aby uprzedzić ich zamierzenia w Radomiu obóz niepodległościowy zdecydował się dokonać zbrojnego zamachu i przy pomocy lokalnych struktur Polskiej Organizacji Wojskowej (POW) położyć kres austriackiej okupacji miasta. Wieczorem 1 XI 1918 r. w mieszkaniu adwokata Jana Wigury w kamienicy przy ul. Szerokiej 2 (ob. ul. Piłsudskiego) ukonstytuował się tzw. Komitet Pięciu. Tworzyli go szanowani obywatele, członkowie różnych środowisk niepodległościowych:
- dr Stanisław Kelles-Krauz (przewodniczący)
- Jan Wigura (zastępca przewodniczącego)
- Roman Szczawiński
- Aleksy Rżewski
- Wacław Dębowski

Komitet był organem politycznym, który pokierować miał całą akcją i przejąć władzę w Radomiu.

## Akcja zbrojna
Zbrojne wystąpienie przeprowadzić miał komendant Radomskiego Okręgu POW ppor. Józef Marjański ps. ''Marski"'. Ten były oficer Legionów dał się poznać jako znakomity konspirator, a pod jego wodzą radomska POW znacznie się rozwinęła. W październiku komendant ''Marski" snując plany ataku na austriacki garnizon w Radomiu miał w swoim okręgu ok. 3,5 tys. ludzi, ale do akcji na koszary zmobilizował ok. 250. Większość z nich miała za sobą walkę na frontach I wojny światowej, a w odwodzie pozostała młodzież z starszych klas szkół średnich, głównie radomskiej Szkoły Handlowej. Atak rozpoczął się o godz. 2 w nocy 2 XI 1918 r. Dzięki kompletnemu zaskoczeniu załogi koszar, operacja zakończyła się pełnym sukcesem bez ani jednego wystrzału. Austriaków rozbrojono, jedynie żołnierzom czeskim, których część sympatyzowała z Polakami, pozwolono zachować broń.

## Niepodległy Radom
Następnego dnia, na znak przejęcia kontroli nad miastem z gmachu Austriackiej Komendy Miejskiej usunięto symbole okupanta i wywieszono biało-czerwone flagę, orła legionowego, herb Radomia i portret Józefa Piłsudskiego. Z balkonu budynku w im. Komitetu Pięciu przemówił dr Stanisław Kelles-Krauz:

"Powiewały z tego balkonu sztandary carskie, pruskie i austriackie jako symbole wrogich państw zaborczych. Obecnie - w imieniu Tymczasowego Rządu Narodowego - zawieszam nasz znak narodowy! Niech powiewa nad ich trony, na chwałę ludu polskiego, na pohybel wrogom! Niech żyje Polska!"

Kres temu fenomenowi lokalnej samowładzy położyło podporządkowanie się Komitetu Pięciu lubelskiemu Tymczasowemu Rządowi Republiki Polskiej 9 XI 1918 r.

## Upamiętnienie
- w 1978 r. z inicjatywy Michała Tadeusza Brzęk-Osińskiego dąb na skwerze przy Resursie Obywatelskiej nazwano „Dębem Wolności”, co upamiętniono kamieniem z datą 2 listopada 1918.
- w 2018 nar.  fasadzie domu przy ul. Piłsudskiego 2 umieszczono tablicę upamiętniającą Komitet Pięciu.